# Galeries de la Toison d'or
 (août 2017).
Les Galeries de la Toison d'or sont un grand centre commercial de Belgique, situé à Ixelles à Bruxelles, près de la station de métro Porte de Namur. Les Galeries sont situées entre l’avenue de la Toison d'or et la chaussée d'Ixelles. Elles abritent 80 magasins, un cinéma UGC et le théâtre de la Toison d'or. D’importants travaux de rénovations sont planifiés depuis 2007 et ont débuté en 2008. Ils devraient aboutir à la fin de 2009. Le nombre de magasins sera réduit à 41, mais ils auront chacun une plus grande surface. La surface commerciale sera de 14 742 m2. Le projet de rénovation est financé à 50 % par ING Real Estate et 50 % par la famille Gillion.